# Jordanoleiopus bifuscoplagiatus
Jordanoleiopus bifuscoplagiatus es una especie de escarabajo longicornio del género Jordanoleiopus, tribu Acanthocinini, familia Cerambycidae. Fue descrita científicamente por Báguena & Breuning en 1958.

## Distribución
Se distribuye por Bioko, Guinea Ecuatorial.

## Descripción
La especie mide 4 milímetros de longitud.